# Euphorbia vajravelui
Euphorbia vajravelui es una especie de planta suculenta de la familia de las euforbiáceas. Es endémica de la India en Tamil Nadu.

## Taxonomía
Euphorbia vajravelui fue descrita por Binojk. & Balakr. y publicado en Cactus and Succulent Journal 63(5): 229. 1991.
Etimología
Ver: Euphorbia
vajravelui: epíteto otorgado en honor del botánico y colector de plantas hindú E.Vajravelu (1936 -)